# Saxifraga nathorstii
Saxifraga nathorstii är en stenbräckeväxtart som först beskrevs av Dusen, och fick sitt nu gällande namn av August von Hayek. Saxifraga nathorstii ingår i Bräckesläktet som ingår i familjen stenbräckeväxter. Inga underarter finns listade i Catalogue of Life.